# Festa di san Firmino

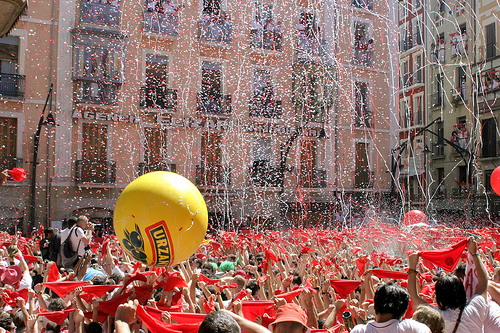
La piazza del municipio negli attimi immediatamente successivi al lancio del txupinazo

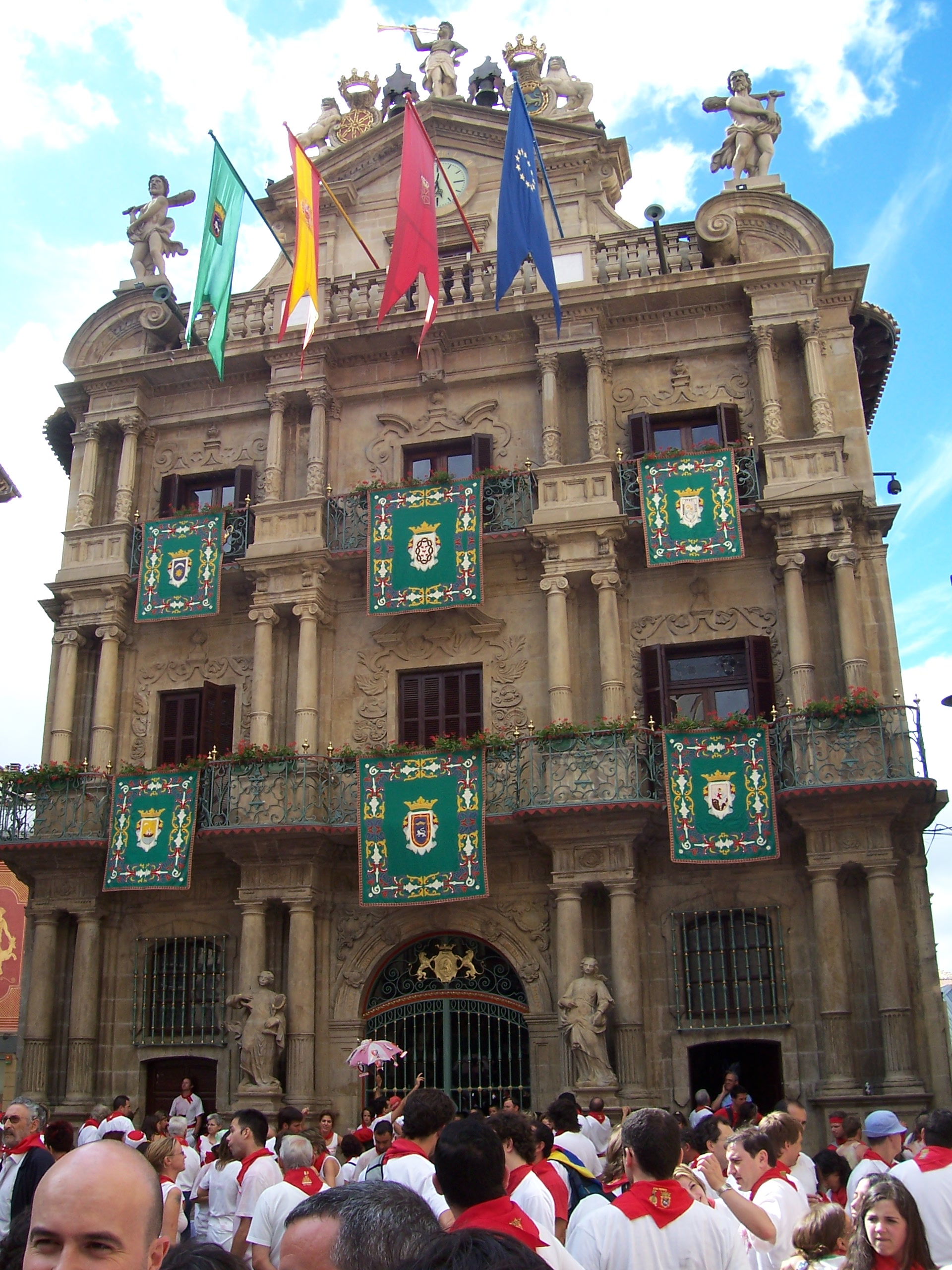
Lo stesso edificio come si presenta nei giorni successivi

La festa di San Firmino (fiestas de San Fermín o Sanfermines in spagnolo, Sanferminak in basco) viene celebrata ogni anno a Pamplona, capitale della regione spagnola di Navarra.
L'inno ufficiale della festa in onore di San Firmino, quello che si canta durante la maggior parte delle feste, il più conosciuto e popolare
Il 6 luglio, a mezzogiorno, nella piazza del municipio cominciano i festeggiamenti con il lancio del chupinazo, o txupinazo, come scrivono i baschi: il razzo che annuncia l'inizio della festa che viene lanciato da una persona (solitamente in rappresentanza di un'associazione) eletta dagli abitanti di Pamplona nel mese di giugno.
Prima di accendere la miccia la persona designata recita dal balcone del municipio una formula ben precisa che recita:
"Pamplonesas. Pamploneses. Irundarrak. ¡Viva San Fermín! (¡Viva!) Gora San Fermín! (Gora!)".
Quindi comincia la festa generale.
Una delle attività più famose dei Sanfermines è l'“Encierro”, che consiste in una corsa di tori di circa 800 metri che ha come punto di arrivo la plaza de toros. La festa avviene ogni giorno tra il 7 e il 14 Luglio alle otto del mattino, con una durata media tra i tre e i quattro minuti.
Tutto ha termine il 14 luglio a mezzanotte quando un gruppo di pamplonesi si riunisce nella piazza del municipio per concludere la ricorrenza. Il sindaco esce dal balcone del municipio e ringrazia gli assistenti per la partecipazione ai festeggiamenti in onore del Santo Patrono. Il momento culminante è costituito da una salva finale lanciata dalla vicina plaza de los Burgos, mentre i presenti portano candele accese e intonano il breve canto finale che recita:
La festa ha un'origine che risale a vari secoli fa, sebbene la sua forma attuale sia un fenomeno recente, data la singolarità della festa.
Tre celebrazioni indipendenti stanno all'origine della festa: gli atti religiosi in onore di San Firmino, anteriori al XII secolo, le feste commerciali e la corrida, entrambe documentate a partire dal XIV secolo. In più, i pamplonesi celebrano il patrono della loro città San Saturnino, il 29 di novembre. Stanchi dell'inclemenza del clima autunnale i cittadini decisero nel 1591 di spostare la festa al giorno del co-patrono di Navarra, San Firmino, il 7 luglio. Il patrono della città, San Saturnino, continua ad essere commemorato con una festa più modesta il 29 di novembre.
Lo scrittore statunitense Ernest Hemingway fu tra le persone che contribuirono a pubblicizzare l'evento, che descrisse nel libro Fiesta.

## Origini
La fiesta nacque nel medioevo come fiera commerciale e festa secolare, usando per questo evento le date di feste religiose cristiane, che a sua volta usavano date di origine più antica come quelle del paganesimo basco e latino. All'inizio del secolo XIII si celebravano delle fiere commerciali dopo la notte di San Giovanni, tra i giorni 23 e 24 di giugno, che coincidevano con l'inizio dell'estate. A questa festività seguiva quella di San Pietro e successivamente quella di Santiago, il 25 di luglio, circa un mese dopo; tra queste, San Firmino.
Dato che le feste erano luogo di incontro di mercanti allevatori dei municipi vicini, erano anche un pretesto per festeggiare e cominciarono ad organizzarsi corride come parte della tradizione.
Così nacquero verso la fine del secolo XVI qualcosa che si può considerare come i primi Sanfermines. C'è un'altra data imparentata alla fine dell'estate, il 10 di ottobre, giorno nel quale si organizza una festa a Pamplona della durata di sette giorni, dall'anno 1324, in onore del re Carlos I di Navarra e IV di Francia. Nel 1381 per ordine del re Carlo II di Navarra, passò ad essere zona franca, coincidendo con le festività religiose del tempo. Queste due fiere e feste, all'inizio ed alla fine dell'estate, si unificarono per approfittare del miglior clima, iniziando il settimo giorno del settimo mese: il 7 di luglio. Sebbene ancora oggi, verso la fine dell'estate, si celebrino i navarri "sanfermines txikis" (piccoli sanfermines).
Sta di fatto che il comune di allora celebrò una festa già nelle nuove date, il 7 luglio del 1591, con il seguente programma:
- Discorso d'apertura delle feste, molto cerimoniale.
- Torneo con lance nell'attuale piazza del Castello.
- Teatro: "Commedia e tragedia dell'autoironico San Firmino".
- Danze, processione per le strade, etc.

Il giorno seguente si celebrò una corrida di tori.
Passarono secoli senza grandi stravolgimenti fino a quando, verso il 1950, i cambiamenti subirono un'accelerazione. In primo luogo, per l'incremento del tenore di vita. Il paese (Pamplona aveva allora ventimila abitanti) si riuniva nella Plaza Consistorial, la piazza del municipio, per arrivare alla chiesa di San Lorenzo, dove nella cappella di San Firmino si celebravano i vespri, la sera del 6 luglio. Dopo la messa, la popolazione e le autorità tornavano alla chiesa del paese, passando da Calle Mayor.
A partire da quell'anno, i Sanfermines si evolsero tanto come la società. Hanno perso molto della componente religiosa, sebbene la processione continui ad esistere e presenti alcuni momenti particolarmente viscerali, come la jota che si canta al Santo nella piazzetta del consiglio o l'Agur jaunak interpretato in suo onore nel luogo, di fronte alla chiesa di San Cernin nella quale si dice che fu battezzato. Il riau-riau, canto con il quale la gente, sulle note del Valzer di Astrain, ritardava il più possibile il cammino dalla Casa Consistorial alla chiesa di San Lorenzo, per celebrare qui i vespri del santo, è dovuto esser sospeso perché negli ultimi anni era stato teatro di proteste e disturbi. Recentemente si sta tornando a festeggiare - originariamente, per iniziativa di gruppi di pensionati - sebbene senza la municipalità ufficiale.

## L'encierro

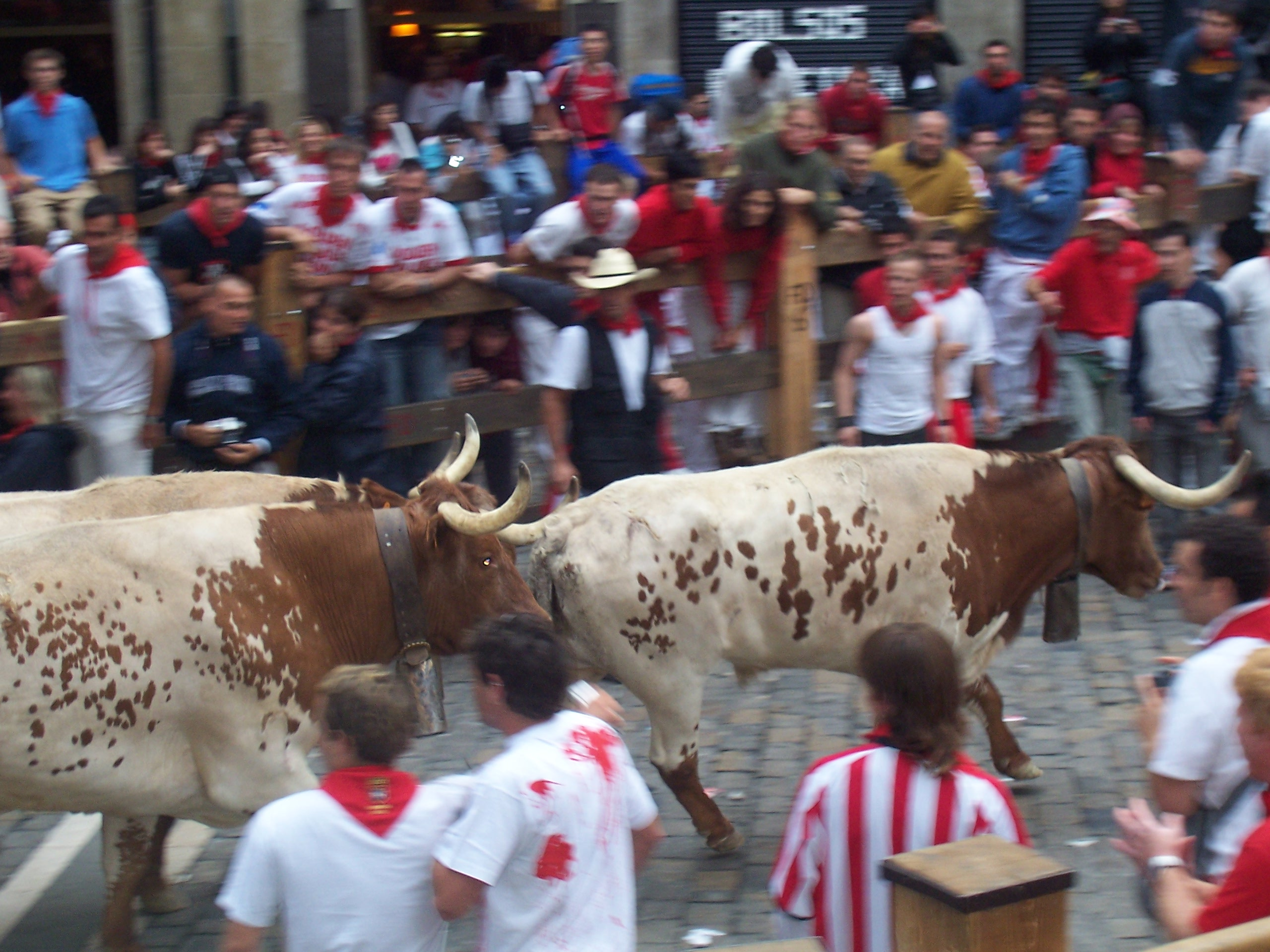
Terzo encierro del 2005 al passaggio per la piazza del municipio. I buoi che guidano i tori

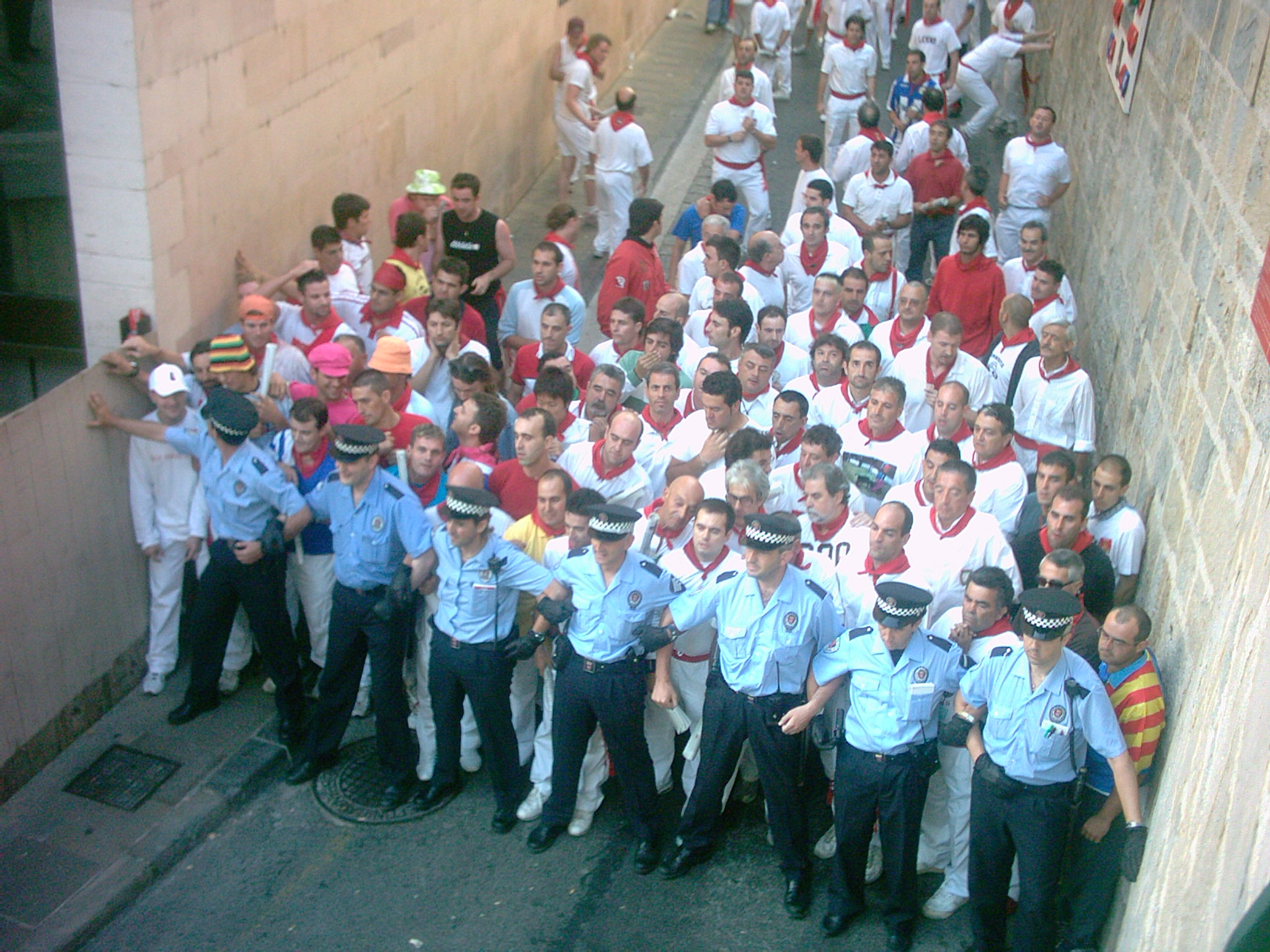
Cordone della polizia municipale negli attimi prima della corsa; nel tratto iniziale di Calle Santo Domingo

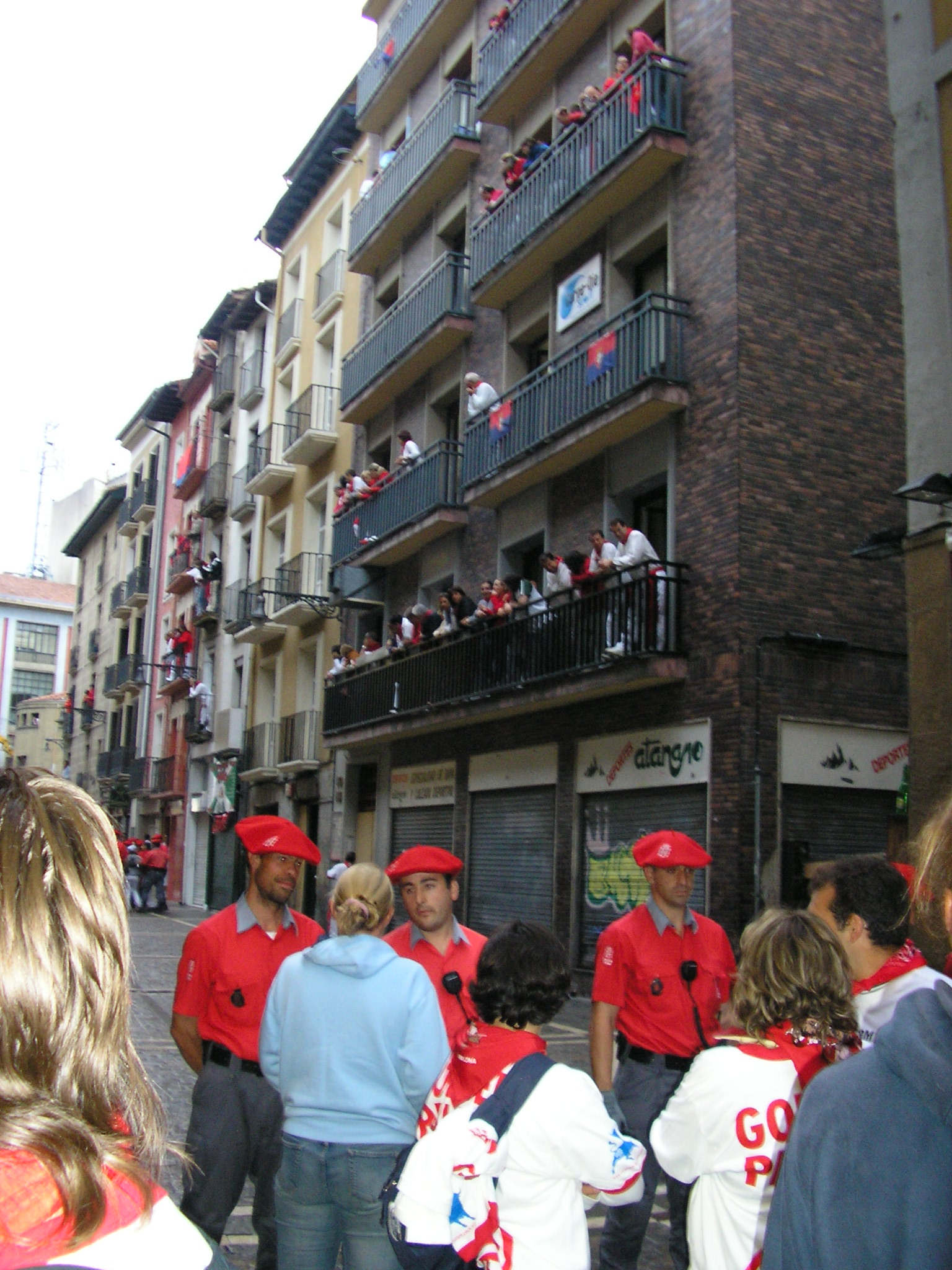
La polizia svuota tratti della strada teatro della corsa per la pulizia del fondo stradale

### Origini
L'origine medievale è dovuta ai pastori navarri che portavano i tori dalle praterie della Navarra fino alla plaza mayor, che faceva da antecedente alla plaza de toros. Trascorrevano la notte precedente la corrida accampati vicino alla città, e all'alba entravano circondati dai tori e accompagnati da gente che, a cavallo o a piedi, aiutava con pali e grida a chiuderli nei recinti all'aperto. Con il passare del tempo, verso la fine del secolo XIX, si passò da correre dietro di essi per aiutare a rinchiuderli, a correre davanti, e il tutto cominciò a convertirsi in costume popolare.

### Percorso
Il percorso si snoda lungo le strade della parte vecchia della città. Inizia dai recinti degli animali, alla base della salita di Santo Domingo, salendo verso la Plaza Consistorial (Piazza del municipio) e girando verso via Mercaderes, per accedere a calle Estafeta che conduce infine per il tratto di Telefonica fino alla strettoia (callejón), che porta alla Plaza de toros. L'itinerario originale terminava nella Plaza del Castillo, ed è cambiato nella storia, dato che fu nel 1856 la prima volta che si corse lungo la via chiamata Estafeta. L'angolo tra Mercaderes ed Estafeta è un luogo molto conosciuto ed ambito dai fotografi, in quanto i tori tendono a scivolare lungo l'esterno della curva. La via Estafeta è il tratto retto più lungo dell'encierro.
La mandria compie il percorso completo in media in quattro minuti, a circa 25 km/h, ed è composta da sei tori e otto buoi, seguiti da dei giovani che fanno da pastori in caso che i tori o i buoi restino indietro o invertano il senso di marcia. I tori tendono a seguire i buoi e gli altri tori, e se lasciati indietro dal gruppo aumenta notevolmente la loro pericolosità per chi corre. La mandria cambia ogni giorno, in quanto i tori verranno probabilmente uccisi nella corrida del pomeriggio e partecipano pertanto 8 mandrie e corrispondenti allevatori durante i Sanfermines.

### Prima dell'encierro
Qualunque persona che abbia compiuto i 18 anni può correre nell'encierro, semplicemente entrando sul percorso recintato prima dell'inizio. Il numero di corridori va dai più di 2.000 di un giorno normale a più di 3.500 durante i fine settimana, e cresce con gli anni. Prima di ogni encierro la polizia forma cordoni di sicurezza per pulire il fondo stradale per evitare che si formino agglomerazioni, e che così i giovani (corridori dell'encierro) si distribuiscano più o meno uniformemente lungo il percorso.
Durante gli 8 giorni in cui si corre l'encierro, nei minuti precedenti la corsa, i partecipanti chiedono aiuto a San Firmino intonando per tre volte - alle 7:55, 7:57 e 7:59 - una breve canzone a una piccola immagine di San Firmino che si colloca ogni mattina in una cavità della salita di Santo Domingo:
Dal 2009 si canta sia in castigliano sia in basco.
Alle 8 viene lanciato un razzo, che indica l'apertura dei recinti, seguito da un secondo che indica che i tori sono già usciti.

### Durante l'encierro
L'encierro si può osservare dagli steccati di legno che vengono installati lungo le strade. I tori che corrono sono sei e sono destinati ad arrivare nella plaza de toros dove si terrà la corrida.

### Dopo l'encierro
Dopo l'encierro, quando la mandria è entrata nei recinti della plaza de toros, si lasciano libere giovani vacche (vaquillas), di modo che i mozos si divertano correndo con loro e toreandole. In questa occasione chi si prende gioco del bovino toccandolo o disturbandolo oltre misura viene solennemente fischiato. Durante questo tempo di circa mezz'ora i bovini sono circondati da una moltitudine di persone, ma le seppur minime protezioni che vengono poste intorno alle loro corna fanno sì che quest'attività sia molto meno pericolosa della corsa che avviene in precedenza.

### Encierroda ricordare

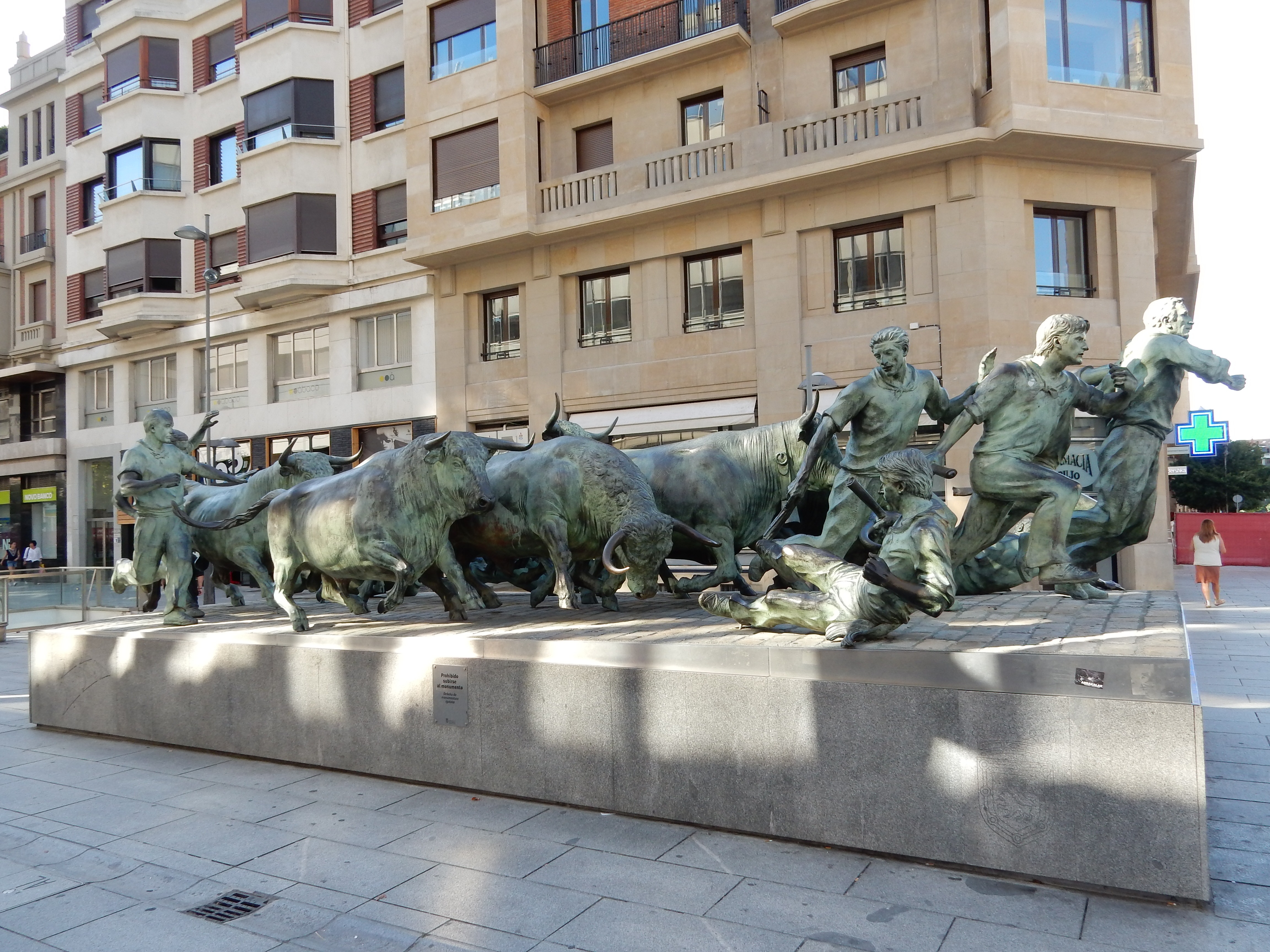
Monumento allEncierro

L'encierro più lungo della storia documentata avvenne l'11 luglio 1959 (durò 30 minuti), mentre il più rapido è stato quello del 14 luglio 2015, che terminò in soli 2 minuti e 5 secondi. Tuttavia, l'11 luglio 1997 un toro chiamato Huraño impiegò appena 1 minuto e 45 secondi per compiere l'intero percorso.
Tra il 1922 e il 2009 ci sono state 15 vittime, spesso causate dagli animali, ma in un paio di occasioni due persone sono state uccise nello stesso giorno da parte del medesimo toro: accadde il 10 luglio 1947 ad opera di Semillero ed il 13 luglio 1980 per colpa di Antioquio. L'ultima tragedia è del 10 luglio 2009, protagonista Capuchino.
Altri tori sicuri responsabili di incidenti mortali furono: Reprochado nel 1969, Palmello nel 1974, Navarrico nel 1975, Silletero nel 1977, Castellano nel 1995 e Castillero nel 2003.
Il 12 luglio 2004 e lo stesso giorno del 2007 otto persone vennero incornate, infine il 9 luglio 1994 si contò il numero record di feriti anche se lievi (107).

## Altre attività
Sebbene l'encierro sia l'attività più conosciuta, sono molte le attrattive previste in questi giorni: la processione del 7 luglio, solennità di San Firmino. È un atto che attrae molta gente della città, e lo stesso vale per i Vespri della sera del 6 luglio. Tutti i giorni fanno la loro comparsa i giganti e testoni, che attraggono numerose famiglie con bambini.
Nel pomeriggio, è molto appariscente la sfilata di "caballeros en plaza": gli alguacilillos e le mulillas vanno alla plaza de toros dalla plaza del Castillo. Le corride hanno una particolarità: prima si esibiscono i tori, con un concorso tra allevatori. L'uscita delle peñas fa parte del rituale. La notte, la folla si dirige verso il castello dove ha luogo un concorso di fuochi artificiali sponsorizzato dal comune di Pamplona, in cui ogni sera si esibiscono gruppi pirotecnici di Valenciani, napoletani, siciliani. L'encierrillo è il trasporto dei tori che saranno di scena il giorno seguente dai recinti del Gas, dove sono stati dal loro arrivo a Pamplona, fino agli altri recinti della salita di Santo Domingo, da dove parte l'encierro.
Molte bande locali attraversano le vie della città suonando durante gli otto giorni della manifestazione.